# Rashaun Freeman
Rashaun Demier Freeman (Schenectady, 15 dicembre 1984) è un ex cestista statunitense.